# Panorámica polar

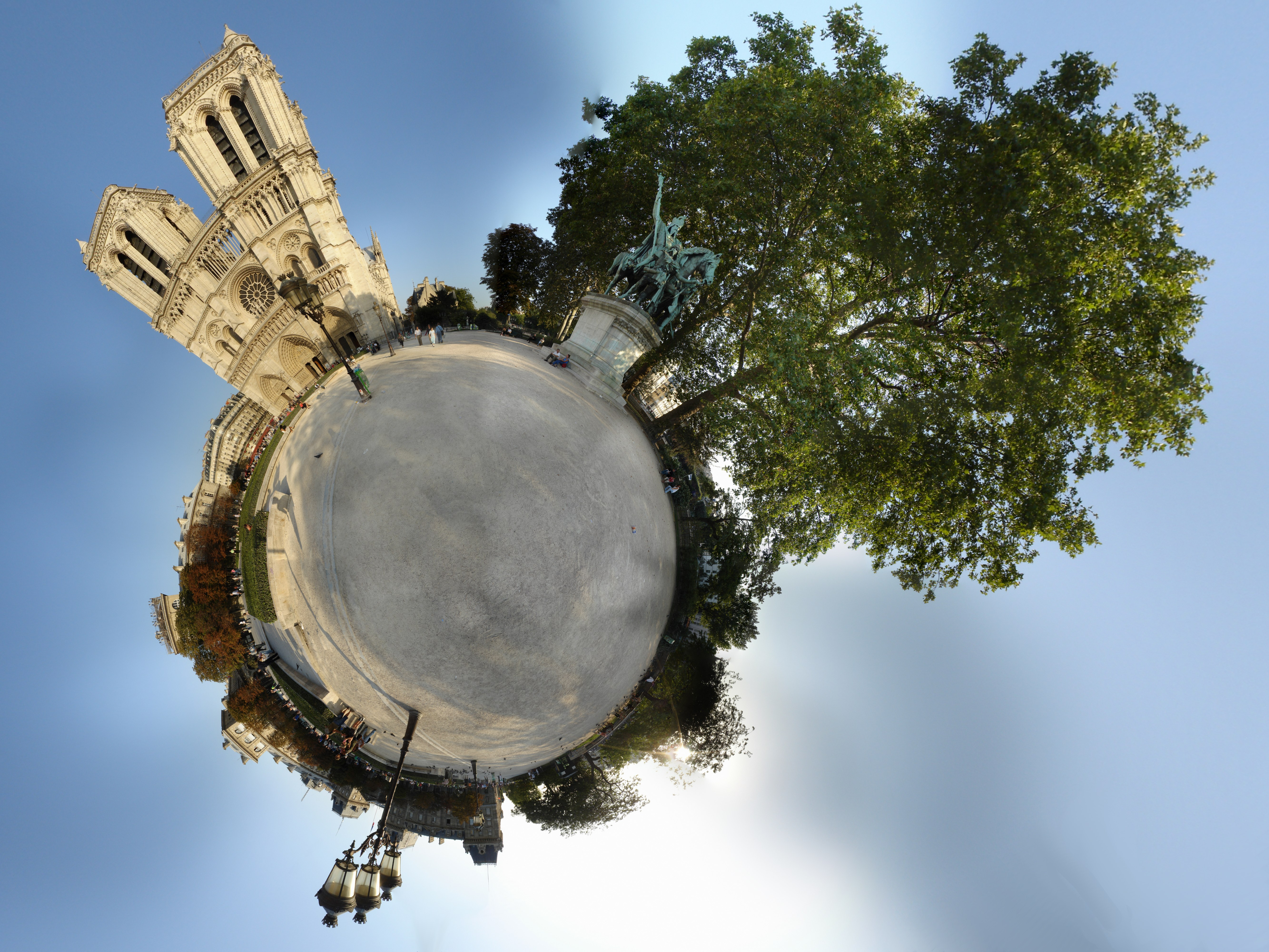
Fotografía de Duret-Lutz en la que la plaza Jean-Paul II de París, con la catedral de Notre Dame, queda transformada en un pequeño planeta.

La panorámica polar es un tipo de procesado fotográfico por el cual una imagen panorámica que abarque 360 grados de campo de visión se cierra sobre sí misma y da lugar a una gran distorsión que se aprovecha para simular la apariencia de bolas o planetas flotantes formados por el paisaje original. Las panorámicas polares también son conocidas como panorámica de coordenadas polares, panorámicas circulares, panorámicas esféricas o fotografía circumpolar, si bien es importante distinguir estos conceptos de las panorámicas esféricas envolventes, que mantienen las verticales y en las que el vidente de la fotografía tiene la sensación de estar inmerso en ella, y de la fotografía circumpolar nocturna, consistente en trazar en una sola imagen los recorridos aparentes en el cielo de las estrellas mediante una larga exposición. El nombre de esta técnica fotográfica proviene del filtro que hay que utilizar en los programas informáticos de procesado de imágenes, como Gimp o Photoshop, que es el filtro de coordenadas polares. Se ha indicado al francés Alexandre Duret-Lutz como el creador de esta técnica, que él denominó «Wee Planets».
Para la elaboración de una panorámica polar, es preciso seguir varios pasos. En primer lugar, hay que realizar fotografías del lugar que se quiere retratar, hasta que se cubra la totalidad de la escena, 360 grados. Con dichas fotografías se creará mediante software una panorámica convencional. Dicha panorámica luego se comprime de su forma alargada hasta una proporción cuadrada, para posteriormente aplicar el filtro de coordenadas polares que dará lugar a la imagen final con aspecto de planeta. A la hora de tomar las fotografías, es importante tener en cuenta la cantidad de cielo y de suelo que se incluye en cada imagen, así como recordar que un suelo con muchos detalles puede no cuadrar en la composición final. Asimismo, es necesario comprobar que en la panorámica convencional que se obtiene primero el horizonte se mantiene horizontal y que, por tanto, se encuentra al mismo nivel en ambos extremos de la fotografía, para que así al girar la imagen sobre sí misma coincida y el planeta quede realmente circular y sin saltos.